# Géant (mythologie grecque)
Pour les articles homonymes, voir Géant.
 (novembre 2023).

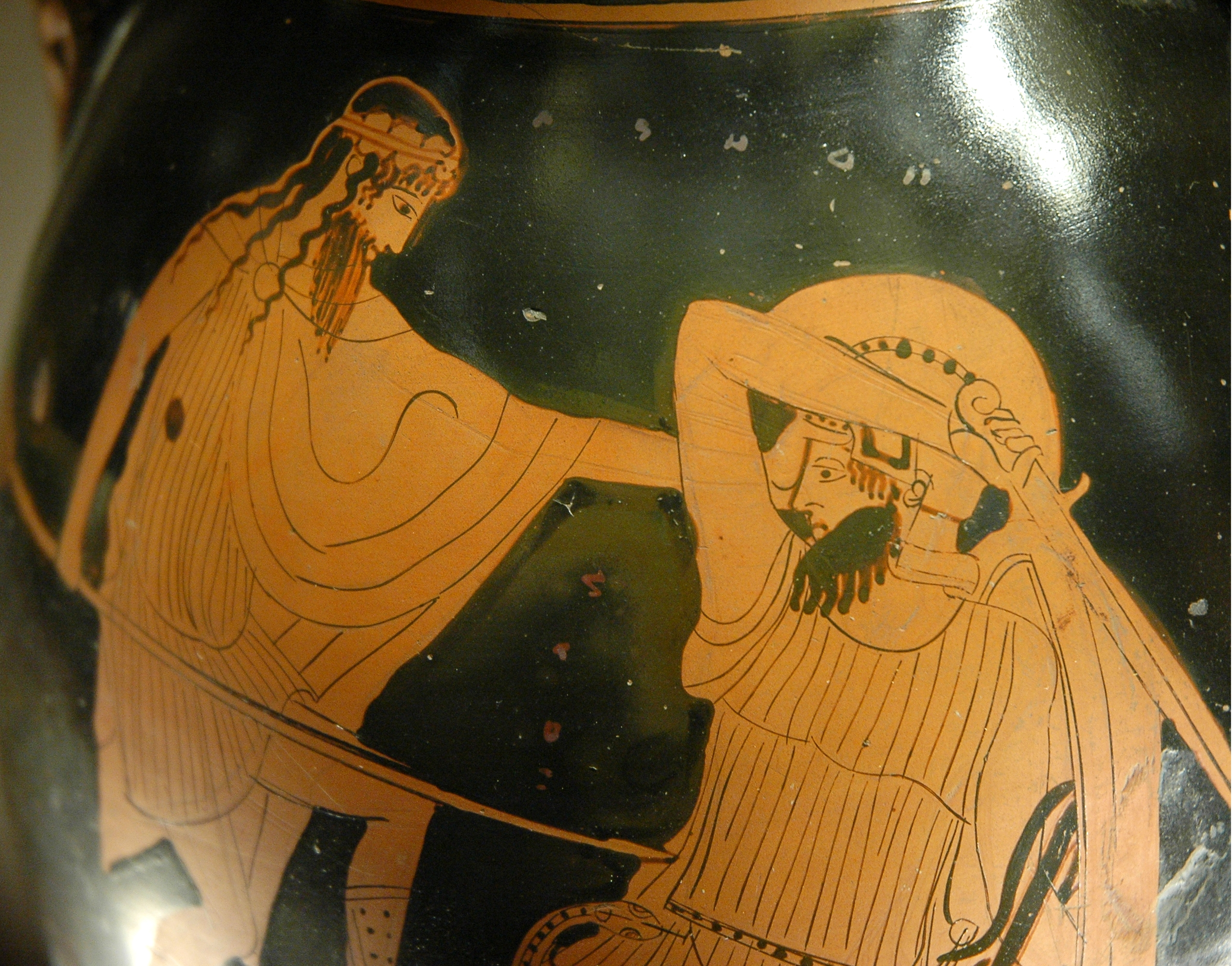
Dionysos combattant un Géant durant la Gigantomachie, détail d'un pélikè attique à figures rouges du Peintre de l'Éthiopien, découvert en Italie à Nola, à proximité de Naples,, musée du Louvre (Paris).

Dans la mythologie grecque, un Géant (en grec ancien Γίγαντες / Gígantes, « nés de la Terre ») est une créature chthonienne issue du sang d'Ouranos (le Ciel), castré par son fils Cronos, sang reçu par Gaïa (la Terre). Un Géant est caractérisé par une stature et une force exceptionnelles.

## Représentations picturales ou sculpturales
Les Géants sont tous de grande taille mais ne sont pas semblables : ils sont représentés soit avec une apparence humaine, soit avec une queue de serpent au lieu de jambes, soit avec une tête de lion, soit avec deux serpents en guise de jambes.

## Première génération de Géants

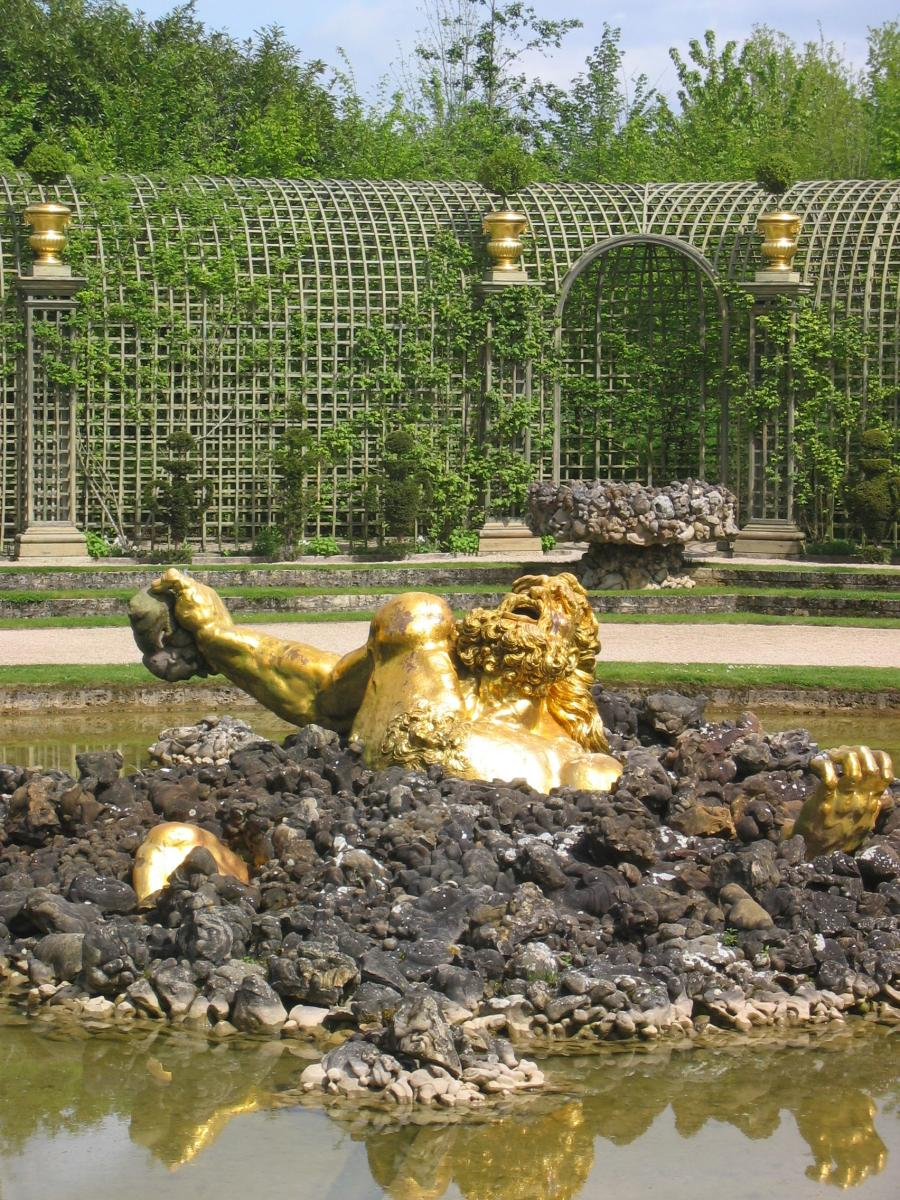
La fontaine de l'Encelade, dans le parc du château de Versailles.

Enfants d'Ouranos (le Ciel) et de Gaïa (la Terre), les Géants naquirent avec les Érinyes et les Méliades. Selon une autre version, c'est Gaïa qui les aurait engendrés seule, afin de venger l'affront fait à ses fils lors de la Titanomachie. Enfin, une troisième tradition leur donne Tartare pour père.
Ces Géants interviennent peu dans la mythologie et apparaissent presque exclusivement dans l'épisode de la Gigantomachie (ou « combat contre les Géants »), qui les voit affronter les dieux. On répertorie les Géants suivants :
- Agrios et Thoas: lors de la Gigantomachie, ils sont vaincus par les Moires armées de leurs massues de bronze[1],[2]. Ils ont été créés pour tuer les Moires et arrêter les prophéties.
- Alcyonée: un des meneurs lors de la Gigantomachie : il écrasa en un seul coup vingt compagnons d'Héraclès en lançant un énorme rocher. Comme il était invincible tant qu'il restait sur sa terre natale, le demi-dieu le saisit et le traîna en dehors, puis il lui perça le cœur d'une flèche empoisonnée[3],[4],[5],[6],[7]. Ses sept filles, les Alcyonides, désespérées de la mort de leur père, se jetèrent dans la mer où elles se métamorphosèrent en alcyons.
- Alpos
- Aristée : seul Géant à survivre à la Gigantomachie, il est sauvé par Gaïa, qui le métamorphose en bousier et le cache sur l'île de Sicile[8].
- Astréos
- Chthonios
- Clytios : il fut brûlé vif par les torches d'Hécate (ou par le fer chauffé à blanc d'Héphaïstos selon les versions) durant la gigantomachie[1]
- Céos
- Damysos : il est réputé comme le plus rapide des géants et, tué lors de la Gigantomachie son corps est enseveli à Pallène. De son pied Chiron extrait l'astragale qui donna sa vitesse à Achille, qui le perd en fuyant Apollon[9],[10]
- Égéon
- Emphytos
- Encelade
- Éphialtès : lors de la Gigantomachie, il est tué d'une flèche dans chaque œil, l'une décochée par Apollon, l'autre par Héraclès[1],[2]
- Euboée
- Euphorbe
- Eurymédon
- Eurytos : lors de la Gigantomachie, Dionysos le tua avec son thyrse[1],[2]
- Gration : lors de la Gigantomachie, il est abattu par les flèches d'Artémis[1]
- Hippolyte : lors de la gigantomachie, il est tué par Hermès, coiffé de la kunée (casque d'Hadès) qui le rend invisible[1]
- Hoplodamos : il est associé aux Curètes[réf. nécessaire] et semble surtout connu en Arcadie, dans la région de Mégalopolis[11],[12].
- Hyperbios
- Léon
- Mélissée
- Mimas : lors de la gigantomachie, il est, selon les auteurs, enseveli par Héphaïstos sous une masse de fer en fusion, dont il reste prisonnier (le Vésuve)[1], ou tué par Arès[13].
- Mimon
- Molios
- Mylinos
- Olympos
- Otos : il poursuit Artémis de ses amours, mais elle le tue lors de la Gigantomachie, épisode figuré sur le Grand Autel de Pergame[14]
- Ouranion
- Pallas
- Pancratès
- Pélorée : selon Nonnos Pélorée prend part au combat des Géants contre Dionysos[15].
- Phœtios
- Polybotès : lors de la Gigantomachie, Poséidon brise un morceau de l'île de Nysiros et lui jette dessus, donnant naissance à l'île nouvelle de Cos[1],[16],[17].
- Porphyrion : un des meneurs lors de la Gigantomachie, il est touché au foie par une flèche d'Éros, pensant le tuer, qui le pousse à vouloir violer Héra, déchire sa robe. Zeus le foudroie et Héraclès l’achève d’une des flèches empoisonnée[18]. Mettant en relation son nom et celui du feu, le philologue Hans Treidler a proposé de voir en Porphyrion un autre Prométhée[19].
- Rhœtos
- Sycée
- Théodamas
- Théomisès

## Autres Géants
Alors que les Géants de la première génération constituent un ensemble cohérent et sur lesquels les sources s'accordent, ceux qui apparurent ensuite forment une nébuleuse disparate, dont l'appellation de « Géant » varie selon les auteurs. Leur apparence n'est alors plus nécessairement monstrueuse, et ils n'ont pour seul point commun avec leurs lointains aînés que leur taille et leur force.
Parmi ceux-ci, on trouve :
- les Aloades (Otos et Éphialtès) ;
- Agrios et Orios ;
- Antée ;
- Argos ;
- Damasène ;
- Cacus ;
- Chrysaor ;
- Orion ;
- Talos ;
- Tityos.